# Agapito del Valle
Agapito Andrés del Valle López (Murillo de río Leza, 18 de abril de 1895-Logroño, 1 de noviembre de 1969) fue un destacado arquitecto español. Junto al arquitecto Fermín Álamo, fue el artífice de la gran expansión arquitectónica y urbana de Logroño en la primera mitad del siglo XX.

## Biografía
Nacido en el seno de una familia humilde originaria de la localidad de Nestares, en la sierra de Cameros. Su padre José del Valle González era guardia civil, fue destinado al cuartel de Murillo, por lo que Agapito nació en dicha localidad. Posteriormente se mudarían a Logroño, donde Agapito estudió primaria y secundaria en el Colegio de los Hermanos Maristas y posteriormente en el Instituto Sagasta de la misma ciudad.
Se trasladó a Madrid de 1913 a 1920, a cursar los estudios de Arquitectura en la Escuela Superior de Arquitectura de Madrid. Sería en Madrid dónde comenzaría a trabajar en el estudio del también arquitecto riojano Cayo Redón, hasta 1923 cuando decidió regresar a su ciudad natal.
Al año siguiente se desposaría con Mª Luisa Rodríguez Garrido, con la que tuvo cuatro hijos, de los cuales sólo el mayor, Félix Francisco, continuaría sus pasos como arquitecto. Años más tarde, en 1950 adoptaron un niño austriaco Michael Klement Strugl.
Ya instalado en Logroño, a partir del año 1925, comenzaría su prolija producción arquitectónica en la región y principalmente en la ciudad de Logroño, en aquel momento en plena expansión con la formación del ensanche diseñado por los arquitectos Luis Barrón (segunda mitad del siglo XIX) y Fermín Álamo (primer tercio del siglo XX). Ese mismo año diseñó el nuevo Colegio de los Hermanos Maristas, edificio emblemático del nuevo ensanche logroñés, y continuó con el diseño de edificios de viviendas en el ensanche (calles Vara de Rey, Doctores Castroviejo, Calvo Sotelo, entre otras) y con chalets en las carreteras de Soria, Zaragoza y Burgos, siempre dentro de estilos historicistas y regionalistas.
También se destacan edificios residenciales y dotacionales fuera de Logroño, como el chalet de los Sevillas en Arnedo en 1939, el Cuartel de la Guardia Civil de Calahorra de 1936-1941, o el Ayuntamiento de Brieva de Cameros en 1932. Además fue el arquitecto diocesano, por lo que construyó numerosos edificios religiosos como la ya derruida iglesia de la Virgen del Carmen en Logroño, el Colegio de Ntra. Sra. del Buen Consejo de las MM. Agustinas,  entre otros muchos.
Por su labor diocesana le fue concedida la Cruz Pontificia de San Juan de Letrán, y nombrado caballero de Valvanera.
Falleció en Logroño en 1969, a los 74 años.

## Trayectoria profesional
A mediados de los años 20 se instala en Logroño, y principalmente se dedica a colaborar en obras y proyectos con otros arquitectos de la provincia cómo Cayo Redón, Fermín Álamo, Andrés Ceballos, Quintín Bello, Agustín y Gonzalo Cadarso.
No será hasta la década de los 30 cuando empiece a tener un mayor volumen de proyectos, más concretamente una vez acabada la Guerra Civil. En la posguerra, y más concretamente a partir de los años 50, la gran expansión de Logroño aumentó de la demanda constructora, que sumado al acrecentamiento de su prestigio profesional, provocó un gran aumento de encargos y será entonces cuando realizará los edificios más representativos de su carrera.
A partir de 1955, se incorpora su hijo Félix al estudio, por lo que desde ese momento firmarán conjuntamente todos los proyectos. Además, durante toda su carrera colaborará de manera estrecha con sus cuñados Félix y Francisco Rodríguez Garrido.
Se retirará de la labor arquitectónica en el año 1968, con 73 años.

## Obras

#### Regionalismo
- Casa de Correos de Logroño, 1927-1932. Llevó la dirección de obra, siendo el proyecto de Cayo Redón.[6]
- Edificio viviendas en Duquesa de la Victoria nº53 de Logroño, 1929.
- Ayuntamiento de Brieva de Cameros, 1932.

#### Racionalismo
- Edificio viviendas en Juan Lobo nº2 de Logroño, 1934.
- Cuartel de la Guardia Civil de Calahorra, 1936-1941. Catalogado dentro de DOCOMOMO Ibérico.[7]
- Edificio viviendas en Vara de Rey nº7 de Logroño, 1939.
- Chalet de los Sevillas de Arnedo, 1939.
- Edificio viviendas en Doctores Castroviejo nº25 de Logroño, 1943.

#### Estilo Nacional
- Sede de Seguros "La Aurora" en Muro de la Mata nº5 de Logroño, 1945.
- Edificios de viviendas en Logroño, en calles Jorge Vigón 37, Calvo Sotelo 13 y 16, Miguel Villanueva 6-7 y Doctores Castroviejo 33. Entre los años 1945-1951.[8]

## Trayectoria cultural y política
Del Valle, además de su trayectoria como arquitecto, tuvo una gran influencia cultural y política en la ciudad de Logroño a través de diferentes cargos e iniciativas. El puesto más destacado fue el de Presidente de la Diputación Provincial de Logroño entre los años 1946-1956. Durante su mandato, y a iniciativa suya se funda la Caja Provincial de Ahorros de Logroño, siendo él su primer presidente. Además ostentó el cargo de Concejal del Ayuntamiento de Logroño.
En el aspecto cultural, también tomó parte de numerosas entidades, siendo Presidente del Instituto de Estudios Riojanos (IER), Vocal del Colegio de Arquitectos de Aragón y Rioja, fue miembro de la Comisión Provincial de Monumentos, y Presidente de la Sociedad Filarmónica de Logroño.